# CIRA-FM
Pour les articles homonymes, voir Ville-Marie.
CIRA-FM ou Radio VM (anciennement Radio Ville-Marie) est une station de radio québécoise sans but lucratif fondée en 1995 et diffusant à Montréal à la fréquence 91,3 MHz sur la bande FM d'une puissance de 36 200 watts. Elle possède des ré-émetteurs à Sherbrooke, Trois-Rivières, Victoriaville et Rimouski.
Faisant partie du réseau COFRAC, elle aborde les questions humaines, sociales, culturelles et spirituelles. Elle rejoint plus de 257 000 auditeurs et 110 animateurs diffusent 130 émissions par semaine. 42 % de son auditoire a un diplôme universitaire.
Depuis août 2015, ses installations sont situées au 5000, rue D'Iberville à Montréal, coin Saint-Joseph dans l'arrondissement Le Plateau-Mont-Royal. Radio VM diffusait auparavant de ses studios sur la rue Saint-Ambroise dans le quartier Saint-Henri (maintenant depuis 1999 l'arrondissement Le Sud-Ouest).

## Histoire
En octobre 1994, le CRTC approuve la demande de Radio Ville-Marie pour une station de radio à vocation religieuse. Après les tests techniques, la radio est inaugurée le 1er mai 1995.
Radio Ville-Marie songeait déjà en février 1995 à s'établir en Estrie. En novembre 1996, le CRTC approuve la demande de Radio-Soleil-Estrie pour un émetteur à Sherbrooke, mais refuse l'utilisation de la fréquence 89,7 MHz que la Société Radio-Canada s'est réservée pour CBC Music. La nouvelle fréquence, le 100,3 MHz, est approuvée en juin 1998 et entre en ondes le mois suivant.
En 2003, Radio Ville-Marie obtient des licences du CRTC pour Trois-Rivières et Victoriaville, en 2008 à Rimouski, puis en 2009 à Gatineau sur la bande AM au 1 350 kHz, mais a dû être mis hors fonction en 2015 en raison des coûts d'opération.

## Antennes
CIRA-FM rejoint les grands centres du Québec grâce à de nombreuses antennes.
| Station   | Fréquence | Ville          |
| --------- | --------- | -------------- |
| CIRA-FM   | 91,3 FM   | Montréal       |
| CIRA-FM-1 | 100,3 FM  | Sherbrooke     |
| CIRA-FM-2 | 89,9 FM   | Trois-Rivières |
| CIRA-FM-3 | 89,3 FM   | Victoriaville  |
| CIRA-FM-4 | 104,1 FM  | Rimouski       |

## Programmation
La programmation de Radio Ville-Marie est axée sur quatre volets : 
- information (reportages, actualités de Radio Vatican) ;
- musique (classique, religieuse, jazz, musique du monde, musique filmique) ;
- culture religieuse (réflexions, méditations, entrevues, questions sociales) ;
- méditation (liturgie, prières, tribunes et témoignages).

Il est d'ailleurs possible d'écouter la messe à l'oratoire Saint-Joseph tôt le matin. Des chants grégoriens sont régulièrement diffusés. Un chapelet de louanges est prié vers 18 h 35. Radio Ville-Marie tient aussi un service de dialogue interreligieux, donnant des émissions sur les autres religions (bouddhisme, islam, judaïsme, protestantisme, orthodoxie).
Claude Ryan, homme politique et intellectuel canadien, était membre du conseil d'administration de Radio Ville-Marie jusqu'à la fin de sa vie.
Le cardinal Jean-Claude Turcotte a souvent pris la parole en ondes. Il aimait cette station de radio pour sa diversité et pour sa particularité devant les médias complètement laïcisés. Peu de médias canadiens prennent en effet cette orientation de diffusion. L'écoute de Radio Ville-Marie s'est brièvement accrue lors de l'agonie de Jean-Paul II.
Certaines programmations s'inspirent de la théologie d'Eugen Drewermann, auteur du livre La parole qui guérit. De plus, le théologien dissident Hans Küng a été reçu en ondes.

## Signification
Radio Ville-Marie tire son nom de Ville-Marie, le quartier le plus peuplé de Montréal et l'ancien nom de la ville. Le sens de Ville-Marie vient aussi du fait que Montréal a longtemps été connue comme une «ville mariale», avec beaucoup de patrimoine dédié à la Vierge Marie, comme la basilique Notre-Dame, la rue Notre-Dame, la cathédrale Marie-Reine-du-Monde, le collège Marianopolis, la chapelle Notre-Dame-de-Bon-Secours, la chapelle Notre-Dame-de-Lourdes, le cimetière Notre-Dame-des-Neiges, les paroisses Notre-Dame-de-la-Défense, Notre-Dame-de-la-Guadeloupe, Notre-Dame-de-Liesse, Notre-Dame-de-la-Merci, Notre-Dame-de-Pompéi, Notre-Dame-des-Philippines, etc.